# Diana (croiseur)
Pour les articles homonymes, voir Diana.
Le Diana (en russe : Диана) est un croiseur protégé de 1re classe de la Marine impériale de Russie. Construit au chantier naval de l'île Galernyi à Saint-Pétersbourg, il est inscrit dans la flotte de la Baltique le 9 mai 1896. Sa construction débuta le 4 juin 1897, son lancement a lieu le 12 octobre 1899 et sa mise en service le 23 décembre 1901. Il est retiré des effectifs de la Marine soviétique le 21 novembre 1925.
Il est le troisième croiseur de la classe Pallada, ses sister-ships sont le Pallada et l'Aurore. Ce bâtiment de guerre participe à la guerre russo-japonaise de 1904-1905 et à la Première Guerre mondiale.

## Historique
Le Diana est conçu pour servir dans la flotte du Pacifique, il est apte à exercer les fonctions de lutte contre les navires de commerce ennemis à faible distance de sa base. Le projet de ce croiseur s'achève à l'été 1896, puis sur l'île Galernyi sont construits le Pallada et le Diana, un plus tard sur le chantier naval de la Nouvelle Amirauté débute la construction de l’Aurora.
Par crainte d'alourdir ces croiseurs, l'armement est réduit dans leur nombre et leur calibre.
Les essais de 1901-1902 démontrent l'impossibilité pour le Diana d'atteindre les 20 nœuds (37 km/h) prévus par son cahier des charges. Devant Port-Arthur en 1904, l'officier en second Vladimir Semenov note avec dépit que le navire n'arrivait pas à dépasser la vitesse de 17 nœuds (31 km/h).   

### Construction
Il est doté d'une teugue et de trois ponts. L'intérieur de la cale est divisée par des cloisons transversales en 13 compartiments.
Le revêtement de la surface de la coque est composé de plaques d'acier de 10 à 13 mm. La longueur extérieure de la quille était de 39,02 mètres. 
L'épaisseur des tabliers des ponts étaient de 5 à 19 mm, la partie intérieure de ces derniers  étaient recouverts de linoléum. Le pont supérieur était, quant à lui recouvert de planches en bois de teck.

#### Carrière dans la Marine impériale de Russie
(janvier 2015).
- Le 17 octobre 1902, le Diana quitta le port de Kronstadt pour l'Extrême-Orient, il intégra la 1re escadre du Pacifique placé sous le commandement de l'amiral Ewald Antonovitch Stackelberg (1847-?).
- Le 8 avril 1903, le croiseur jeta l'ancre dans le port de Nagasaki et fut mis à la disposition de Alexandre Ivanovitch Pavlov.
- Le 24 avril 1903, le Diana amarra à Port-Arthur.
- Dans la nuit du 26 janvier au 27 janvier 1904, le croiseur fut en mission au large de Port-Arthur.
- Le 10 août 1904, le Diana participa à la bataille de la mer Jaune, puis mit le cap sur Saïgon où, le 11 août 1904 il fut interné par les autorités locales jusqu'au 7 décembre de la même année.
- En 1906, au chantier naval de la Baltique, le Diana subit des rénovations des machines à vapeur afin de remplacer les chaudières puis fut converti en navire école pour la formation des artilleurs de marine de la flotte de la Baltique.
- De 1907 à 1909, les armes du Diana furent portées de six à dix canons.
- Entre 1912 et 1914, le Diana subit des rénovations très importantes au chantier naval de Baltique (installation de nouvelles chaudières, installation de 10 canons de 130 mm.
- À l'automne de 1914, il fut intégré à la 2e brigade de croiseurs de la mer Baltique, il prit part à la lutte contre les navires ennemis.
- En 1916, le Diana prit part à la défense du golfe de Riga.
- Du 30 septembre au 30 octobre 1917, le croiseur prit part à l'opération Albion dans la bataille du détroit de Muhu.

#### Carrière dans la Marine soviétique
(janvier 2015).
Les membres d'équipage du Diana participèrent à la Révolution de Février.
- Le 7 novembre 1917, il fut converti en navire de la Croix-Rouge dans la flotte de la Baltique.
- Du 4 janvier au 9 janvier 1918, il fut transféré du port d'Helsinki au port de Kronstadt.
- De mai 1918 au 9 novembre 1918, le Diana fut amarré dans le port militaire de Kronstadt et abandonné. Ses canons de 130 mm furent ôtés et installés à Astrakhan en soutien aux croiseurs de la flottille de la Caspienne.
- Le 1er juillet 1922, le Diana fut vendu, remorqué en Allemagne à l'automne 1922, il fut démantelé à Brême en 1922, Le Diana fut rayé des effectifs de la Marine soviétique le 21 novembre 1925.

## Commandants duDiana
- Le capitaine de 1re classe V.K. Zaleski
- 15 février au 11 mai 1904 : Le capitaine de 1re classe N.M. Ivanov
- 11 mai 1904 au 23 janvier 1906 : Capitaine 2e classe, prince A. Lieven
- 1909 : Vyatkine
- 9 septembre 1911 au 8 juin 1915 :  capitaine de 1re classe Vladimir Shelting
- 29 juin 1915 au 19 mai 1917 : Capitaine de 2e classe (à partir du 6 décembre 1915 Capitaine de 1re classe) Modest Vassilievitch Ivanov.

## Officiers en service sur leDianaau cours de la défense de Port-Arthur
commandants : 
- Capitaine de 1re classe : V.K. Zaleski
- Capitaine de 1re classe : N.M. Ivanov
- Capitaine de 2e rang : Prince A. Lieven

Officiers :
- Lieutenant de marine (le 28 mars 1904) capitaine de 2e rang Vladimir Semenov
- Lieutenant de marine : P.P. Paletskiy

Vérificateur : 
- Adjudant : Prince Mikhaïl Tcherkassky

Officier  d'artillerie:
- Lieutenant de marine : L.L. Ivanov

Sous-officier d'artillerie
- Adjudant : Baron V. von Ungern Sternberg

Officier supérieur de navigation :
- Lieutenant de marine : P.P. Paletskiy

Sous-officer de navigation :
- Adjudant : B.P. Doudorov (jusqu'au 10 avril 1904)

Officier de Quart : 
- Adjudant : A.P. Maximov  (jusqu'au 18 février 1904)
- Adjudant :  B.G. Kondratiev (jusqu'au 28 août 1904)

Sous-officier mécanicien :
- Ingénieur mécanicien des machines : V.A. Sannikov
- Ingénieur mécanicien des machines : F.K. Korostelev

Mécanicien adjoint du navire :
- V.A. Morozov
- B. Bobrov

Adjoint au médecin du navire :
- Docteur Strom

Aumônier du navire :
- Père Gabriel.

## Personnalités célèbres ayant servi à bord duDiana
- Anatoly Grigorievitch Zheleznyak (1895-1919), anarchiste russe.
- Alexandre Dmiritevitch Boubnov (1883-1963), contre-amiral russe.